# Malkovich
Malkovich was een Nederlandse band die een mengeling van hardcore punk, metal en rock maakte. De band was vernoemd naar acteur John Malkovich en was actief van 2000 tot 2008.

## Biografie

### De eerste jaren (2000 - 2002)
De band werd in 2000 opgericht door Thomas Sciarone (gitaar), Mark Esseling (zang), Aart Steekelenburg (gitaar, ook Face Tomorrow), Miriam van Ommeren (basgitaar) en Josha Nuis (drums). Sciarone en Esseling kende elkaar al van de metalcoreband Remorse. Nuis was een bekende van de twee uit de Delftse hardcorescene. De andere leden werden aangetrokken via het internet.
Op 13 januari 2001 deed de band zijn eerste optreden in de Vrankrijk in Amsterdam. Na een aantal optredens werd in de zomer van 2001 een eerste ep opgenomen. Deze zou pas in de zomer van 2002 het lichtzien. Wegens het groeiende succes van zijn andere band Face Tomorrow speelt gitarist Aart Steekelenburg zijn laatste show met Malkovich op 30 juni 2002.

### The Foundation Rocks
Na het vertrek van Steekelenburg, besluit Mark Esseling de overstap naar de gitaar te maken. Hugo van Heijningen (ex-Indicate) wordt aangetrokken als nieuwe zanger. Deze nieuwe line-up staat op 15 november 2002 voor het eerst op het podium. In het voorjaar van 2003 volgen de eerste Europese tours, door Duitsland, België en Engeland. De band wordt getekend door Coalition Records en brengt in september 2003 de ep "The Foundation Rocks" uit. De 10" vinyl versie hiervan wordt uitgebracht door het kleine label Crash Landing Records. Hierop volgt weer een tour door Frankrijk, Denemarken, Duitsland, België en Luxemburg. Op 17 december 2003 doet de band het grootste optreden van haar bestaan tot dan toe als voorprogramma van Give Up The Ghost in de Melkweg (Oude zaal).
In het voorjaar van 2004 doet de band weer een tour door Engeland. In de tussentijd tekent de band een contract met Reflections Records. Als gevolg daarvan doet de band in juni 2004 een Europese tour met hun Amerikaanse labelgenoten Modern Life Is War, hierdoor speelt de band voor het eerst in Zweden, Noorwegen en Polen. Deze tour zou gevolgd worden door een Europese tour als support van Give Up The Ghost. Echter aan de vooravond van deze tour valt Give Up The Ghost uit elkaar, waardoor deze tour geen doorgang vindt. Ter vervanging hiervan doet Malkovich enkele shows met The Hope Conspiracy, Shai Hulud en Modern Life Is War, waardoor de band voor het eerst in Zwitserland, Slovenië, Italië en Oostenrijk speelt.

### A Criminal Record
Op 1 september 2004 brengt Malkovich zijn eerste LP "A Criminal Records" uit via Reflections Records. Ook de vinyl versie van deze plaat wordt uitgebracht door Crash Landing Records. Dit wordt gevierd met een release show in Paard van Troje te Den Haag, samen met de bevriende Amerikaanse bands Das Oath en Some Girls. Tijdens de Popkomm in Berlijn in oktober deelt de band het podium o.a. met JR Ewing en Burst. De band verzorgt ook het voorprogramma van The Dillinger Escape Plan tijdens hun show in Brussel. In december volgt weer een korte tour door Engeland.
In april 2005 trektde band voor de tweede keer als support van Modern Life Is War door Europa. Op 30 april speelt de band op het Groezrock Festival in België en op 24 mei spelen ze op Hellfest in Frankrijk. In juli volgt een Engelse tour samen met Beecher en Mistress. Op 13 augustus doet de band het Waterpop festival in Wateringen aan. Op uitnodiging van de organisatie van het festival speelt Malkovich op 14 september op het CMJ festival in New York. Hieromheen wordt hun eerste Amerikaanse tour geboekt.
In januari 2006 doet de band weer een headline tour door Engeland. Hierna besluit bassiste Miriam van Ommeren om de band te verlaten. Zij wordt vervangen door Job van de Zande. Hij maakt op 1 februari zijn podiumdebuut met Malkovich. De band verzorgt de supports voor de Nederlandse data van Burst en Aiden. In maart en april volgt een Europese tour met Some Girls, waarmee ze 28 optredens in Nederland, Duitsland, Tsjechië, Oostenrijk, Zwitserland, Italië, Frankrijk, Zweden, Noorwegen, Engeland en België doen. In de zomer neemt de band haar volgende plaat op in de Split Second Sound studio met producer Jochem Jacobs. In september doet de band enkele optredens met Textures, de band waarin Jacobs gitaar speelt. In oktober volgt weer een tour door Frankrijk, Kroatië, Oostenrijk, Duitsland en Luxemburg.

### Kings n' Bosses
Op 8 april 2007 wordt de tweede LP "Kings n' Bosses" uitgebracht via Go Kart Records. De plaat is een conceptplaat rond het thema "party" en de titel is een verwijzing naar Guns n' Roses, een van de favoriete bands van Malkovich. De band ontvangt voor deze plaat een Essent Award, waardoor de band op 18 augustus van dat jaar op het Lowlands festival optreedt. De band wordt weer uitgenodigd om te spelen op het festival CMJ in New York op 16 oktober 2007. Hieromheen doet de band enkele shows in IJsland en de Verenigde Staten. In oktober volgt onder de naam "Dutch Courage Tour" een Nederlandse clubtour samen met Malle Pietje & The Bimbos en Aux Raus. In december 2007 doet de band haar laatste headline tour door Engeland. In het voorjaar van 2008 kondigt de band uit elkaar te gaan. Op 3 oktober 2008 speelt Malkovich zijn allerlaatste show in een uitverkochte Akhnaton in Amsterdam.

### Na Malkovich
Thomas Sciarone en Job van de Zande voegen zich na het uiteenvallen van Malkovich bij de satanische rockband The Devil's Blood. Sciarone is ook regelmatig op het podium te vinden als tweede gitarist van Aux Raus. Hugo van Heijningen vormt de Amsterdamse punkband Firestone en richt later het internetradiostation Red Light Radio op. Josha Nuis rondt zijn studie aan het conservatorium af en richt zich op zijn deathmetalband Carceri.

## Discografie

### Albums
- A Criminal Record (2004, Reflections Records)
- Kings n' Bosses (2007, Go Kart Records)

### Ep's
- Malkovich (2002, Cheerleader Productions. Heruitgebracht door Coalition Records in 2004.)
- The Foundation Rocks (2003, Coalition Records)

### Single
- 017 (2004, Reflections Records)

## Bezetting

### Laatste line-up
- Hugo van Heijningen - zanger (vanaf november 2002)
- Thomas Sciarone - gitaar
- Mark Esseling - gitaar (vanaf november 2002, daarvoor zang)
- Job van de Zande - basgitaar (vanaf januari 2006)
- Josha Nuis - drums

### Overige bandleden
- Miriam van Ommeren - basgitaar (tot januari 2006)
- Aart Steekelenburg (tot november 2002)